# John Landy
John Landy, född 12 april 1930 i Melbourne i Victoria, död 24 februari 2022 i Castlemaine, Victoria, var en australisk friidrottare (medeldistanslöpare) och senare politiker. Från 2001 till 2006 var han guvernör i Victoria.
Landy blev olympisk bronsmedaljör på 1 500 meter vid sommarspelen 1956 i Melbourne.